# 더 홈즈맨
《더 홈즈맨》(영어: The Homesman)은 2014년 공개된 토미 리 존스 감독의 서부 영화이다.

## 출연

### 주연
- 토미 리 존스
- 힐러리 스웽크
- 그레이스 검머

### 조연
- 미란다 오토
- 손자 리처
- 조 하비 앨런
- 베리 코빈
- 다비드 덴칙
- 윌리암 피츠너
- 에반 존스
- 캐롤라인 라거펠트
- 존 리스고
- 팀 블레이크 넬슨
- 제시 플레먼스
- 제임스 스페이더
- 헤일리 스테인펠드
- 메릴 스트립
- 카렌 존스
- 릭 어윈
- 리처드 존스

## 기타
- 세트: 웬디 오졸스-바니스
- 의상: 라리 푸어